# Igor Dergalin

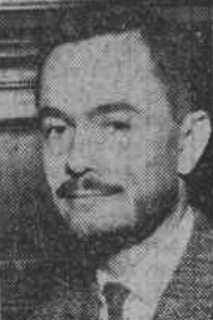
Igor Dergalin

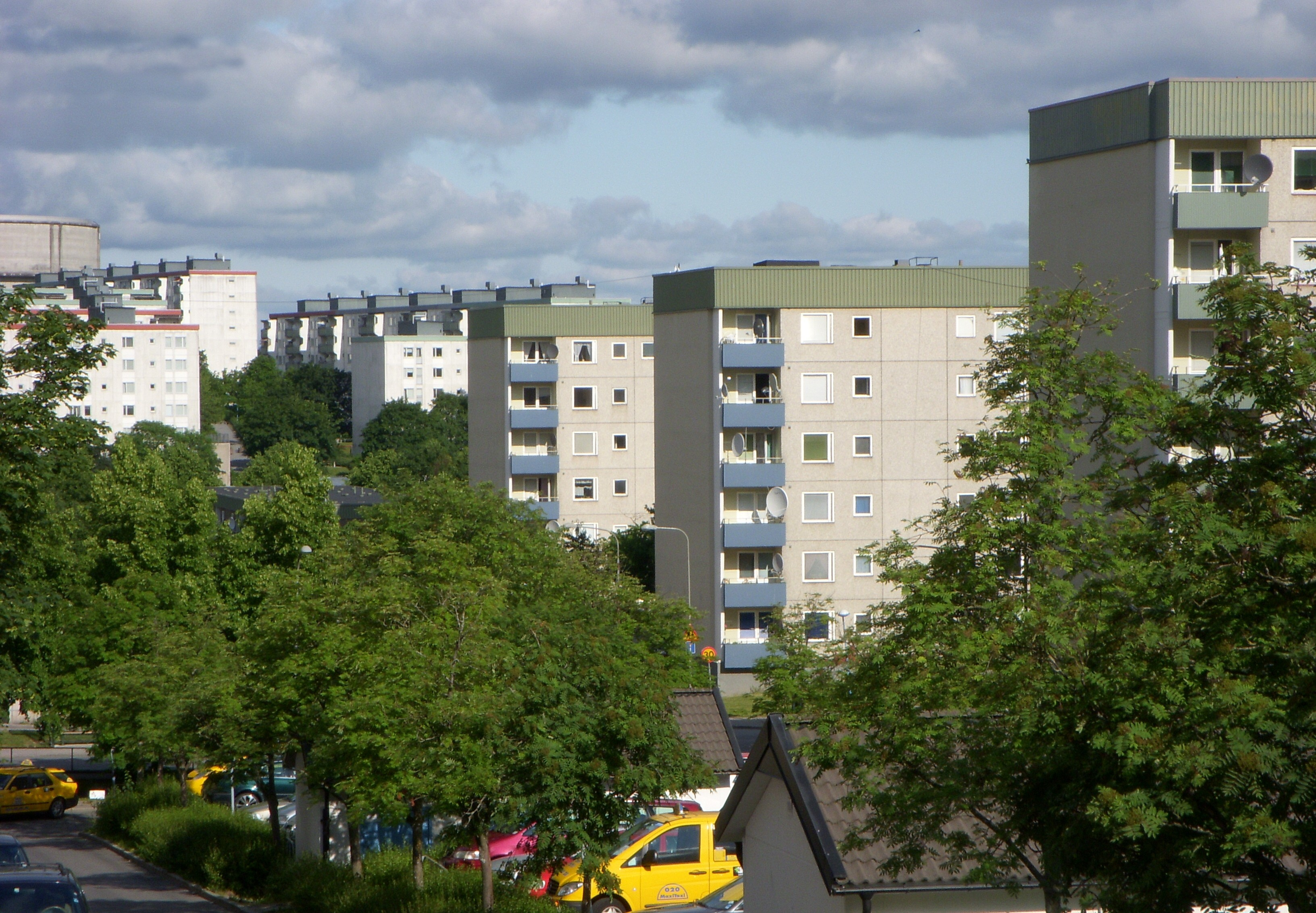
Tenstas stadsplan utformades av Igor Dergalin.

Igor Dergalin, född 11 september 1929 i Aten, död i november 2013 i Frankrike, var en svensk-grekisk arkitekt av rysk härstamning. Hans föräldrar flydde undan den ryska revolutionen och hamnade i Grekland. 
Igor Dergalin utbildade sig vid Tekniska universitetet i Aten 1947-52 och på arkitekturprogrammet vid Kungliga Konsthögskolan i Stockholm 1961-63. Han arbetade på 1950-talet som teknisk direktör i Aten, vid den amerikanska firman Ammann and Whitney och mellan 1956 och 1961 på Anders Tengboms arkitektkontor i Stockholm. År 1962 anställdes han vid Stockholms stadsbyggnadskontor där han blev projektledare vid arbetet med utformandet av den nya bebyggelsen på Järvafältet. Från 1971 var han tillförordnad professor i stadsbyggnad vid Kungliga Tekniska högskolan och året därpå innehavare av professuren.
På 1960-talets mitt utformade Igor Dergalin stadsplanen för stadsdelen Tensta, som var det största byggprojektet inom det så kallade miljonprogrammet.